# Lista över fornlämningar i Oskarshamns kommun (Misterhult, övriga)
Lista över fornlämningar i Oskarshamns kommun (Misterhult, övriga) är en förteckning av ett urval av de fornlämningar av annan typ än stensättning som finns i Misterhult i Oskarshamns kommun.
| Namn                              | Lämningstyp                 | Tillkomsttid | Historisk indelning | Plats | Läge                 | ID-nr          | Bild                                      |
| --------------------------------- | --------------------------- | ------------ | ------------------- | ----- | -------------------- | -------------- | ----------------------------------------- |
| Misterhult 3:1                    | Röse                        |              | Misterhult, Småland |       | 57.533104, 16.597490 | 10084500030001 | Ladda upp en bild av detta fornminne      |
| Misterhult 3:2                    | Röse                        |              | Misterhult, Småland |       | 57.533208, 16.597281 | 10084500030002 | Ladda upp en bild av detta fornminne      |
| Misterhult 4:1                    | Röse                        |              | Misterhult, Småland |       | 57.533400, 16.595539 | 10084500040001 | Ladda upp en bild av detta fornminne      |
| Misterhult 5:1                    | Röse                        |              | Misterhult, Småland |       | 57.535271, 16.594697 | 10084500050001 | Ladda upp en bild av detta fornminne      |
| Misterhult 5:2                    | Röse                        |              | Misterhult, Småland |       | 57.535167, 16.594845 | 10084500050002 | Ladda upp en bild av detta fornminne      |
| Misterhult 6:1                    | Röse                        |              | Misterhult, Småland |       | 57.538510, 16.591366 | 10084500060001 | Ladda upp en bild av detta fornminne      |
| Misterhult 8:1                    | Gravfält                    |              | Misterhult, Småland |       | 57.537889, 16.589881 | 10084500080001 | Ladda upp en bild av detta fornminne      |
| Misterhult 9:1                    | Röse                        |              | Misterhult, Småland |       | 57.537297, 16.593450 | 10084500090001 | Ladda upp en bild av detta fornminne      |
| Misterhult 11:1                   | Gravfält                    |              | Misterhult, Småland |       | 57.536175, 16.597065 | 10084500110001 | Ladda upp en bild av detta fornminne      |
| Misterhult 12:1                   | Röse                        |              | Misterhult, Småland |       | 57.530760, 16.599352 | 10084500120001 | Ladda upp en bild av detta fornminne      |
| Misterhult 15:1                   | Stenkistgrav                |              | Misterhult, Småland |       | 57.533361, 16.599949 | 10084500150001 | Ladda upp en bild av detta fornminne      |
| Hunö Böte (Misterhult 16:1)       | Röse                        |              | Misterhult, Småland |       | 57.557076, 16.625181 | 10084500160001 | Ladda upp en bild av detta fornminne      |
| Misterhult 19:1                   | Röse                        |              | Misterhult, Småland |       | 57.548186, 16.640325 | 10084500190001 | Ladda upp en bild av detta fornminne      |
| Misterhult 20:1                   | Röse                        |              | Misterhult, Småland |       | 57.536898, 16.668663 | 10084500200001 | Ladda upp en bild av detta fornminne      |
| Misterhult 21:1                   | Röse                        |              | Misterhult, Småland |       | 57.553572, 16.601566 | 10084500210001 | Ladda upp en bild av detta fornminne      |
| Misterhult 24:1                   | Gravfält                    |              | Misterhult, Småland |       | 57.517826, 16.602243 | 10084500240001 | Ladda upp en bild av detta fornminne      |
| Misterhult 25:1                   | Röse                        |              | Misterhult, Småland |       | 57.517315, 16.601394 | 10084500250001 | Ladda upp en bild av detta fornminne      |
| Misterhult 27:1                   | Röse                        |              | Misterhult, Småland |       | 57.516667, 16.599830 | 10084500270001 | Ladda upp en bild av detta fornminne      |
| Misterhult 28:6                   | Hällristning                |              | Misterhult, Småland |       | 57.522949, 16.608612 | 10084500280006 | Ladda upp en bild av detta fornminne      |
| Misterhult 29:1                   | Röse                        |              | Misterhult, Småland |       | 57.524072, 16.614159 | 10084500290001 | Ladda upp en bild av detta fornminne      |
| Misterhult 29:2                   | Röse                        |              | Misterhult, Småland |       | 57.524165, 16.614217 | 10084500290002 | Ladda upp en bild av detta fornminne      |
| Misterhult 31:1                   | Röse                        |              | Misterhult, Småland |       | 57.523863, 16.615923 | 10084500310001 | Ladda upp en bild av detta fornminne      |
| Misterhult 34:1                   | Röse                        |              | Misterhult, Småland |       | 57.520118, 16.609404 | 10084500340001 | Ladda upp en bild av detta fornminne      |
| Misterhult 34:3                   | Röse                        |              | Misterhult, Småland |       | 57.519901, 16.609107 | 10084500340003 | Ladda upp en bild av detta fornminne      |
| Vinö kyrkogård (Misterhult 37:1)  | Begravningsplats            |              | Misterhult, Småland |       | 57.504301, 16.716884 | 10084500370001 | Ladda upp en bild av detta fornminne      |
| Offerberget (Misterhult 38:1)     | Röse                        |              | Misterhult, Småland |       | 57.507610, 16.699800 | 10084500380001 | Ladda upp en bild av detta fornminne      |
| Misterhult 42:1                   | Gravfält                    |              | Misterhult, Småland |       | 57.514744, 16.607692 | 10084500420001 | Ladda upp en bild av detta fornminne      |
| Misterhult 45:1                   | Gravfält                    |              | Misterhult, Småland |       | 57.512222, 16.610485 | 10084500450001 | Ladda upp en bild av detta fornminne      |
| Misterhult 46:1                   | Röse                        |              | Misterhult, Småland |       | 57.512541, 16.611903 | 10084500460001 | Ladda upp en bild av detta fornminne      |
| Misterhult 48:1                   | Gravfält                    |              | Misterhult, Småland |       | 57.514310, 16.612560 | 10084500480001 | Ladda upp en bild av detta fornminne      |
| Misterhult 50:1                   | Röse                        |              | Misterhult, Småland |       | 57.514950, 16.613195 | 10084500500001 | Ladda upp en bild av detta fornminne      |
| Misterhult 51:1                   | Röse                        |              | Misterhult, Småland |       | 57.514820, 16.612479 | 10084500510001 | Ladda upp en bild av detta fornminne      |
| Misterhult 52:1                   | Röse                        |              | Misterhult, Småland |       | 57.515638, 16.612145 | 10084500520001 | Ladda upp en bild av detta fornminne      |
| Misterhult 53:1                   | Röse                        |              | Misterhult, Småland |       | 57.516602, 16.611720 | 10084500530001 | Ladda upp en bild av detta fornminne      |
| Misterhult 61:1                   | Röse                        |              | Misterhult, Småland |       | 57.522575, 16.619772 | 10084500610001 | Ladda upp en bild av detta fornminne      |
| Misterhult 65:1                   | Röse                        |              | Misterhult, Småland |       | 57.516657, 16.592290 | 10084500650001 | Ladda upp en bild av detta fornminne      |
| Misterhult 67:1                   | Röse                        |              | Misterhult, Småland |       | 57.497332, 16.741446 | 10084500670001 | Ladda upp en bild av detta fornminne      |
| Misterhult 70:1                   | Röse                        |              | Misterhult, Småland |       | 57.515427, 16.579410 | 10084500700001 | Ladda upp en bild av detta fornminne      |
| Misterhult 73:1                   | Gravfält                    |              | Misterhult, Småland |       | 57.517158, 16.577253 | 10084500730001 | Ladda upp en bild av detta fornminne      |
| Misterhult 74:1                   | Gravfält                    |              | Misterhult, Småland |       | 57.517298, 16.572405 | 10084500740001 | Ladda upp en bild av detta fornminne      |
| Misterhult 77:1                   | Gravfält                    |              | Misterhult, Småland |       | 57.515779, 16.572688 | 10084500770001 | Ladda upp en bild av detta fornminne      |
| Misterhult 78:1                   | Röse                        |              | Misterhult, Småland |       | 57.513687, 16.572319 | 10084500780001 | Ladda upp en bild av detta fornminne      |
| Misterhult 80:1                   | Röse                        |              | Misterhult, Småland |       | 57.515434, 16.565423 | 10084500800001 | Ladda upp en bild av detta fornminne      |
| Misterhult 81:1                   | Gravfält                    |              | Misterhult, Småland |       | 57.515634, 16.564677 | 10084500810001 | Ladda upp en bild av detta fornminne      |
| Misterhult 82:2                   | Röse                        |              | Misterhult, Småland |       | 57.517255, 16.560172 | 10084500820002 | Ladda upp en bild av detta fornminne      |
| Misterhult 83:1                   | Gravfält                    |              | Misterhult, Småland |       | 57.517973, 16.557178 | 10084500830001 | Ladda upp en bild av detta fornminne      |
| Misterhult 89:1                   | Röse                        |              | Misterhult, Småland |       | 57.520622, 16.562318 | 10084500890001 | Ladda upp en bild av detta fornminne      |
| Misterhult 90:1                   | Gravfält                    |              | Misterhult, Småland |       | 57.521402, 16.561119 | 10084500900001 | Ladda upp en bild av detta fornminne      |
| Misterhult 91:3                   | Grav markerad av sten/block |              | Misterhult, Småland |       | 57.526538, 16.557880 | 10084500910003 | Ladda upp en bild av detta fornminne      |
| Misterhult 95:1                   | Röse                        |              | Misterhult, Småland |       | 57.521426, 16.559071 | 10084500950001 | Ladda upp en bild av detta fornminne      |
| Misterhult 98:1                   | Gravfält                    |              | Misterhult, Småland |       | 57.520644, 16.556259 | 10084500980001 | Ladda upp en till bild av detta fornminne |
| Misterhult 99:1                   | Röse                        |              | Misterhult, Småland |       | 57.521173, 16.557277 | 10084500990001 | Ladda upp en bild av detta fornminne      |
| Misterhult 100:1                  | Gravfält                    |              | Misterhult, Småland |       | 57.520284, 16.554792 | 10084501000001 | Ladda upp en bild av detta fornminne      |
| Misterhult 101:2                  | Grav markerad av sten/block |              | Misterhult, Småland |       | 57.519341, 16.554555 | 10084501010002 | Ladda upp en bild av detta fornminne      |
| Misterhult 107:1                  | Röse                        |              | Misterhult, Småland |       | 57.494131, 16.572011 | 10084501070001 | Ladda upp en bild av detta fornminne      |
| Misterhult 108:1                  | Röse                        |              | Misterhult, Småland |       | 57.496359, 16.576031 | 10084501080001 | Ladda upp en bild av detta fornminne      |
| Misterhult 109:1                  | Röse                        |              | Misterhult, Småland |       | 57.496987, 16.575269 | 10084501090001 | Ladda upp en bild av detta fornminne      |
| Misterhult 112:1                  | Röse                        |              | Misterhult, Småland |       | 57.493329, 16.574567 | 10084501120001 | Ladda upp en bild av detta fornminne      |
| Misterhult 112:3                  | Röse                        |              | Misterhult, Småland |       | 57.492915, 16.574891 | 10084501120003 | Ladda upp en bild av detta fornminne      |
| Misterhult 114:1                  | Röse                        |              | Misterhult, Småland |       | 57.493841, 16.574234 | 10084501140001 | Ladda upp en bild av detta fornminne      |
| Misterhult 114:2                  | Röse                        |              | Misterhult, Småland |       | 57.493595, 16.573944 | 10084501140002 | Ladda upp en bild av detta fornminne      |
| Misterhult 115:1                  | Röse                        |              | Misterhult, Småland |       | 57.494178, 16.575101 | 10084501150001 | Ladda upp en bild av detta fornminne      |
| Misterhult 115:2                  | Röse                        |              | Misterhult, Småland |       | 57.493915, 16.575192 | 10084501150002 | Ladda upp en bild av detta fornminne      |
| Misterhult 120:1                  | Gravfält                    |              | Misterhult, Småland |       | 57.498308, 16.596542 | 10084501200001 | Ladda upp en bild av detta fornminne      |
| Misterhult 123:1                  | Röse                        |              | Misterhult, Småland |       | 57.492268, 16.614797 | 10084501230001 | Ladda upp en bild av detta fornminne      |
| Misterhult 124:1                  | Gravfält                    |              | Misterhult, Småland |       | 57.491351, 16.615225 | 10084501240001 | Ladda upp en bild av detta fornminne      |
| Misterhult 133:1                  | Röse                        |              | Misterhult, Småland |       | 57.496902, 16.667142 | 10084501330001 | Ladda upp en bild av detta fornminne      |
| Misterhult 133:2                  | Grav markerad av sten/block |              | Misterhult, Småland |       | 57.497148, 16.666932 | 10084501330002 | Ladda upp en bild av detta fornminne      |
| Misterhult 135:1                  | Röse                        |              | Misterhult, Småland |       | 57.499880, 16.664515 | 10084501350001 | Ladda upp en bild av detta fornminne      |
| Misterhult 139:2                  | Grav markerad av sten/block |              | Misterhult, Småland |       | 57.492734, 16.670818 | 10084501390002 | Ladda upp en bild av detta fornminne      |
| Misterhult 151:1                  | Röse                        |              | Misterhult, Småland |       | 57.466261, 16.574709 | 10084501510001 | Ladda upp en bild av detta fornminne      |
| Misterhult 151:2                  | Röse                        |              | Misterhult, Småland |       | 57.466010, 16.573993 | 10084501510002 | Ladda upp en bild av detta fornminne      |
| Misterhult 154:1                  | Röse                        |              | Misterhult, Småland |       | 57.466095, 16.572302 | 10084501540001 | Ladda upp en bild av detta fornminne      |
| Misterhult 159:1                  | Röse                        |              | Misterhult, Småland |       | 57.465457, 16.569770 | 10084501590001 | Ladda upp en bild av detta fornminne      |
| Misterhult 161:1                  | Gravfält                    |              | Misterhult, Småland |       | 57.455093, 16.565867 | 10084501610001 | Ladda upp en bild av detta fornminne      |
| Misterhult 162:1                  | Gravfält                    |              | Misterhult, Småland |       | 57.454102, 16.565095 | 10084501620001 | Ladda upp en bild av detta fornminne      |
| Misterhult 171:1                  | Gravfält                    |              | Misterhult, Småland |       | 57.452088, 16.563983 | 10084501710001 | Ladda upp en bild av detta fornminne      |
| Misterhult 174:1                  | Gravfält                    |              | Misterhult, Småland |       | 57.448606, 16.559153 | 10084501740001 | Ladda upp en bild av detta fornminne      |
| Misterhult 177:1                  | Röse                        |              | Misterhult, Småland |       | 57.470626, 16.579998 | 10084501770001 | Ladda upp en bild av detta fornminne      |
| Misterhult 178:1                  | Röse                        |              | Misterhult, Småland |       | 57.469279, 16.583088 | 10084501780001 | Ladda upp en bild av detta fornminne      |
| Misterhult 179:1                  | Röse                        |              | Misterhult, Småland |       | 57.469010, 16.583808 | 10084501790001 | Ladda upp en bild av detta fornminne      |
| Misterhult 180:1                  | Röse                        |              | Misterhult, Småland |       | 57.470683, 16.582471 | 10084501800001 | Ladda upp en bild av detta fornminne      |
| Misterhult 195:1                  | Röse                        |              | Misterhult, Småland |       | 57.445583, 16.658033 | 10084501950001 | Ladda upp en bild av detta fornminne      |
| Misterhult 205:1                  | Röse                        |              | Misterhult, Småland |       | 57.507997, 16.540902 | 10084502050001 | Ladda upp en bild av detta fornminne      |
| Misterhult 206:2                  | Grav markerad av sten/block |              | Misterhult, Småland |       | 57.507676, 16.539943 | 10084502060002 | Ladda upp en bild av detta fornminne      |
| Misterhult 209:1                  | Röse                        |              | Misterhult, Småland |       | 57.559262, 16.575288 | 10084502090001 | Ladda upp en bild av detta fornminne      |
| Misterhult 210:1                  | Gravfält                    |              | Misterhult, Småland |       | 57.545365, 16.568979 | 10084502100001 | Ladda upp en bild av detta fornminne      |
| Misterhult 216:1                  | Röse                        |              | Misterhult, Småland |       | 57.547098, 16.558106 | 10084502160001 | Ladda upp en bild av detta fornminne      |
| Misterhult 222:1                  | Gravfält                    |              | Misterhult, Småland |       | 57.548479, 16.536991 | 10084502220001 | Ladda upp en bild av detta fornminne      |
| Misterhult 223:1                  | Röse                        |              | Misterhult, Småland |       | 57.547321, 16.545663 | 10084502230001 | Ladda upp en bild av detta fornminne      |
| Misterhult 224:1                  | Röse                        |              | Misterhult, Småland |       | 57.548180, 16.543318 | 10084502240001 | Ladda upp en bild av detta fornminne      |
| Misterhult 225:1                  | Gravfält                    |              | Misterhult, Småland |       | 57.552920, 16.546286 | 10084502250001 | Ladda upp en bild av detta fornminne      |
| Misterhult 228:1                  | Röse                        |              | Misterhult, Småland |       | 57.562812, 16.507703 | 10084502280001 | Ladda upp en bild av detta fornminne      |
| Misterhult 229:1                  | Gravfält                    |              | Misterhult, Småland |       | 57.562172, 16.508895 | 10084502290001 | Ladda upp en bild av detta fornminne      |
| Misterhult 234:1                  | Röse                        |              | Misterhult, Småland |       | 57.561367, 16.514166 | 10084502340001 | Ladda upp en bild av detta fornminne      |
| Misterhult 236:1                  | Röse                        |              | Misterhult, Småland |       | 57.559337, 16.508934 | 10084502360001 | Ladda upp en bild av detta fornminne      |
| Misterhult 237:1                  | Gravfält                    |              | Misterhult, Småland |       | 57.559541, 16.510042 | 10084502370001 | Ladda upp en bild av detta fornminne      |
| Misterhult 238:1                  | Röse                        |              | Misterhult, Småland |       | 57.563766, 16.506720 | 10084502380001 | Ladda upp en bild av detta fornminne      |
| Misterhult 240:4                  | Hällristning                |              | Misterhult, Småland |       | 57.561043, 16.505237 | 10084502400004 | Ladda upp en bild av detta fornminne      |
| Misterhult 241:1                  | Röse                        |              | Misterhult, Småland |       | 57.559240, 16.507925 | 10084502410001 | Ladda upp en bild av detta fornminne      |
| Misterhult 243:1                  | Röse                        |              | Misterhult, Småland |       | 57.554507, 16.502923 | 10084502430001 | Ladda upp en bild av detta fornminne      |
| Misterhult 243:2                  | Röse                        |              | Misterhult, Småland |       | 57.554300, 16.502978 | 10084502430002 | Ladda upp en bild av detta fornminne      |
| Misterhult 243:3                  | Röse                        |              | Misterhult, Småland |       | 57.554127, 16.502702 | 10084502430003 | Ladda upp en bild av detta fornminne      |
| Misterhult 245:1                  | Gravfält                    |              | Misterhult, Småland |       | 57.552197, 16.500750 | 10084502450001 | Ladda upp en bild av detta fornminne      |
| Misterhult 249:1                  | Gravfält                    |              | Misterhult, Småland |       | 57.551945, 16.498812 | 10084502490001 | Ladda upp en bild av detta fornminne      |
| Misterhult 252:1                  | Röse                        |              | Misterhult, Småland |       | 57.555527, 16.500048 | 10084502520001 | Ladda upp en bild av detta fornminne      |
| Misterhult 253:1                  | Röse                        |              | Misterhult, Småland |       | 57.558900, 16.501827 | 10084502530001 | Ladda upp en bild av detta fornminne      |
| Misterhult 262:1                  | Röse                        |              | Misterhult, Småland |       | 57.549436, 16.499061 | 10084502620001 | Ladda upp en bild av detta fornminne      |
| Misterhult 264:1                  | Gravfält                    |              | Misterhult, Småland |       | 57.543112, 16.500091 | 10084502640001 | Ladda upp en bild av detta fornminne      |
| Misterhult 269:1                  | Röse                        |              | Misterhult, Småland |       | 57.547563, 16.481039 | 10084502690001 | Ladda upp en bild av detta fornminne      |
| Misterhult 273:1                  | Röse                        |              | Misterhult, Småland |       | 57.544610, 16.475386 | 10084502730001 | Ladda upp en bild av detta fornminne      |
| Misterhult 277:1                  | Gravfält                    |              | Misterhult, Småland |       | 57.553783, 16.497418 | 10084502770001 | Ladda upp en bild av detta fornminne      |
| Misterhult 282:1                  | Gravfält                    |              | Misterhult, Småland |       | 57.557292, 16.493685 | 10084502820001 | Ladda upp en bild av detta fornminne      |
| Misterhult 283:1                  | Röse                        |              | Misterhult, Småland |       | 57.557168, 16.496926 | 10084502830001 | Ladda upp en bild av detta fornminne      |
| Misterhult 283:4                  | Röse                        |              | Misterhult, Småland |       | 57.556830, 16.496223 | 10084502830004 | Ladda upp en bild av detta fornminne      |
| Misterhult 285:1                  | Röse                        |              | Misterhult, Småland |       | 57.560262, 16.495095 | 10084502850001 | Ladda upp en bild av detta fornminne      |
| Misterhult 286:1                  | Röse                        |              | Misterhult, Småland |       | 57.560088, 16.494352 | 10084502860001 | Ladda upp en bild av detta fornminne      |
| Misterhult 287:1                  | Röse                        |              | Misterhult, Småland |       | 57.558132, 16.495141 | 10084502870001 | Ladda upp en bild av detta fornminne      |
| Misterhult 288:1                  | Röse                        |              | Misterhult, Småland |       | 57.558719, 16.493831 | 10084502880001 | Ladda upp en bild av detta fornminne      |
| Misterhult 289:1                  | Röse                        |              | Misterhult, Småland |       | 57.557676, 16.494092 | 10084502890001 | Ladda upp en bild av detta fornminne      |
| Misterhult 290:1                  | Röse                        |              | Misterhult, Småland |       | 57.557623, 16.491997 | 10084502900001 | Ladda upp en bild av detta fornminne      |
| Misterhult 292:3                  | Röse                        |              | Misterhult, Småland |       | 57.553552, 16.489661 | 10084502920003 | Ladda upp en bild av detta fornminne      |
| Misterhult 293:1                  | Röse                        |              | Misterhult, Småland |       | 57.553233, 16.487387 | 10084502930001 | Ladda upp en bild av detta fornminne      |
| Misterhult 296:1                  | Röse                        |              | Misterhult, Småland |       | 57.558501, 16.490733 | 10084502960001 | Ladda upp en bild av detta fornminne      |
| Misterhult 296:2                  | Röse                        |              | Misterhult, Småland |       | 57.558345, 16.490851 | 10084502960002 | Ladda upp en bild av detta fornminne      |
| Misterhult 297:1                  | Röse                        |              | Misterhult, Småland |       | 57.558228, 16.489651 | 10084502970001 | Ladda upp en bild av detta fornminne      |
| Misterhult 298:1                  | Röse                        |              | Misterhult, Småland |       | 57.559037, 16.491117 | 10084502980001 | Ladda upp en bild av detta fornminne      |
| Misterhult 313:1                  | Röse                        |              | Misterhult, Småland |       | 57.571649, 16.548192 | 10084503130001 | Ladda upp en bild av detta fornminne      |
| Misterhult 316:1                  | Röse                        |              | Misterhult, Småland |       | 57.569045, 16.548299 | 10084503160001 | Ladda upp en bild av detta fornminne      |
| Misterhult 318:1                  | Röse                        |              | Misterhult, Småland |       | 57.568376, 16.545264 | 10084503180001 | Ladda upp en bild av detta fornminne      |
| Misterhult 320:1                  | Gravfält                    |              | Misterhult, Småland |       | 57.569593, 16.545092 | 10084503200001 | Ladda upp en bild av detta fornminne      |
| Misterhult 323:1                  | Gravfält                    |              | Misterhult, Småland |       | 57.536795, 16.493305 | 10084503230001 | Ladda upp en bild av detta fornminne      |
| Misterhult 327:1                  | Röse                        |              | Misterhult, Småland |       | 57.525419, 16.475382 | 10084503270001 | Ladda upp en bild av detta fornminne      |
| Misterhult 328:1                  | Röse                        |              | Misterhult, Småland |       | 57.526440, 16.473793 | 10084503280001 | Ladda upp en bild av detta fornminne      |
| Misterhult 335:1                  | Röse                        |              | Misterhult, Småland |       | 57.509331, 16.458374 | 10084503350001 | Ladda upp en bild av detta fornminne      |
| Misterhult 338:1                  | Gravfält                    |              | Misterhult, Småland |       | 57.487380, 16.426220 | 10084503380001 | Ladda upp en bild av detta fornminne      |
| Misterhult 393:1                  | Röse                        |              | Misterhult, Småland |       | 57.485007, 16.612381 | 10084503930001 | Ladda upp en bild av detta fornminne      |
| Misterhult 395:1                  | Röse                        |              | Misterhult, Småland |       | 57.472967, 16.579503 | 10084503950001 | Ladda upp en bild av detta fornminne      |
| Misterhult 400:1                  | Röse                        |              | Misterhult, Småland |       | 57.441838, 16.719811 | 10084504000001 | Ladda upp en bild av detta fornminne      |
| Misterhult 401:1                  | Röse                        |              | Misterhult, Småland |       | 57.442156, 16.713898 | 10084504010001 | Ladda upp en bild av detta fornminne      |
| Misterhult 404:1                  | Röse                        |              | Misterhult, Småland |       | 57.440383, 16.513229 | 10084504040001 | Ladda upp en bild av detta fornminne      |
| Misterhult 405:1                  | Röse                        |              | Misterhult, Småland |       | 57.439876, 16.514252 | 10084504050001 | Ladda upp en till bild av detta fornminne |
| Misterhult 409:1                  | Röse                        |              | Misterhult, Småland |       | 57.433145, 16.534829 | 10084504090001 | Ladda upp en till bild av detta fornminne |
| Misterhult 410:1                  | Röse                        |              | Misterhult, Småland |       | 57.432157, 16.535725 | 10084504100001 | Ladda upp en bild av detta fornminne      |
| Misterhult 411:1                  | Gravfält                    |              | Misterhult, Småland |       | 57.431124, 16.536096 | 10084504110001 | Ladda upp en bild av detta fornminne      |
| Misterhult 413:1                  | Gravfält                    |              | Misterhult, Småland |       | 57.427460, 16.563358 | 10084504130001 | Ladda upp en bild av detta fornminne      |
| Misterhult 415:1                  | Röse                        |              | Misterhult, Småland |       | 57.428210, 16.556199 | 10084504150001 | Ladda upp en bild av detta fornminne      |
| Misterhult 416:1                  | Röse                        |              | Misterhult, Småland |       | 57.426809, 16.552244 | 10084504160001 | Ladda upp en till bild av detta fornminne |
| Misterhult 417:1                  | Röse                        |              | Misterhult, Småland |       | 57.428062, 16.554353 | 10084504170001 | Ladda upp en bild av detta fornminne      |
| Misterhult 418:1                  | Röse                        |              | Misterhult, Småland |       | 57.427828, 16.553464 | 10084504180001 | Ladda upp en bild av detta fornminne      |
| Misterhult 419:1                  | Röse                        |              | Misterhult, Småland |       | 57.427147, 16.558569 | 10084504190001 | Ladda upp en bild av detta fornminne      |
| Misterhult 420:1                  | Röse                        |              | Misterhult, Småland |       | 57.424610, 16.642557 | 10084504200001 | Ladda upp en bild av detta fornminne      |
| Misterhult 422:1                  | Röse                        |              | Misterhult, Småland |       | 57.428188, 16.469342 | 10084504220001 | Ladda upp en bild av detta fornminne      |
| Misterhult 423:1                  | Gravfält                    |              | Misterhult, Småland |       | 57.428087, 16.474941 | 10084504230001 | Ladda upp en bild av detta fornminne      |
| Misterhult 424:1                  | Röse                        |              | Misterhult, Småland |       | 57.427621, 16.471223 | 10084504240001 | Ladda upp en bild av detta fornminne      |
| Misterhult 425:1                  | Gravfält                    |              | Misterhult, Småland |       | 57.426601, 16.559575 | 10084504250001 | Ladda upp en bild av detta fornminne      |
| Misterhult 429:1                  | Röse                        |              | Misterhult, Småland |       | 57.425825, 16.556063 | 10084504290001 | Ladda upp en bild av detta fornminne      |
| Misterhult 433:1                  | Gravfält                    |              | Misterhult, Småland |       | 57.425328, 16.481372 | 10084504330001 | Ladda upp en bild av detta fornminne      |
| Misterhult 434:1                  | Röse                        |              | Misterhult, Småland |       | 57.424703, 16.558258 | 10084504340001 | Ladda upp en bild av detta fornminne      |
| Misterhult 435:1                  | Röse                        |              | Misterhult, Småland |       | 57.422119, 16.643545 | 10084504350001 | Ladda upp en bild av detta fornminne      |
| Misterhult 437:1                  | Röse                        |              | Misterhult, Småland |       | 57.422902, 16.540944 | 10084504370001 | Ladda upp en bild av detta fornminne      |
| Misterhult 438:1                  | Röse                        |              | Misterhult, Småland |       | 57.422410, 16.479560 | 10084504380001 | Ladda upp en bild av detta fornminne      |
| Drakberget (Misterhult 439:1)     | Röse                        |              | Misterhult, Småland |       | 57.419723, 16.551797 | 10084504390001 | Ladda upp en bild av detta fornminne      |
| Misterhult 440:1                  | Röse                        |              | Misterhult, Småland |       | 57.416434, 16.636326 | 10084504400001 | Ladda upp en bild av detta fornminne      |
| Misterhult 442:1                  | Röse                        |              | Misterhult, Småland |       | 57.412342, 16.651448 | 10084504420001 | Ladda upp en bild av detta fornminne      |
| Misterhult 446:1                  | Röse                        |              | Misterhult, Småland |       | 57.409430, 16.625416 | 10084504460001 | Ladda upp en bild av detta fornminne      |
| Misterhult 448:1                  | Röse                        |              | Misterhult, Småland |       | 57.407218, 16.624216 | 10084504480001 | Ladda upp en bild av detta fornminne      |
| Misterhult 450:2                  | Röse                        |              | Misterhult, Småland |       | 57.404279, 16.620147 | 10084504500002 | Ladda upp en bild av detta fornminne      |
| Misterhult 453:1                  | Röse                        |              | Misterhult, Småland |       | 57.395216, 16.606859 | 10084504530001 | Ladda upp en bild av detta fornminne      |
| Misterhult 454:1                  | Gravfält                    |              | Misterhult, Småland |       | 57.381238, 16.469145 | 10084504540001 | Ladda upp en bild av detta fornminne      |
| Misterhult 455:1                  | Röse                        |              | Misterhult, Småland |       | 57.378546, 16.511892 | 10084504550001 | Ladda upp en till bild av detta fornminne |
| Misterhult 457:1                  | Gravfält                    |              | Misterhult, Småland |       | 57.373198, 16.507698 | 10084504570001 | Ladda upp en bild av detta fornminne      |
| Misterhult 459:1                  | Röse                        |              | Misterhult, Småland |       | 57.361599, 16.586850 | 10084504590001 | Ladda upp en bild av detta fornminne      |
| Misterhult 465:1                  | Röse                        |              | Misterhult, Småland |       | 57.362313, 16.560988 | 10084504650001 | Ladda upp en bild av detta fornminne      |
| Misterhult 466:1                  | Röse                        |              | Misterhult, Småland |       | 57.370013, 16.558986 | 10084504660001 | Ladda upp en bild av detta fornminne      |
| Misterhult 469:1                  | Gravfält                    |              | Misterhult, Småland |       | 57.421312, 16.540108 | 10084504690001 | Ladda upp en bild av detta fornminne      |
| Misterhult 471:1                  | Röse                        |              | Misterhult, Småland |       | 57.418986, 16.548423 | 10084504710001 | Ladda upp en bild av detta fornminne      |
| Misterhult 473:1                  | Röse                        |              | Misterhult, Småland |       | 57.409882, 16.655399 | 10084504730001 | Ladda upp en bild av detta fornminne      |
| Misterhult 475:1                  | Röse                        |              | Misterhult, Småland |       | 57.422638, 16.681257 | 10084504750001 | Ladda upp en bild av detta fornminne      |
| Misterhult 476:1                  | Röse                        |              | Misterhult, Småland |       | 57.420162, 16.682259 | 10084504760001 | Ladda upp en bild av detta fornminne      |
| Misterhult 477:2                  | Röse                        |              | Misterhult, Småland |       | 57.420242, 16.683300 | 10084504770002 | Ladda upp en bild av detta fornminne      |
| Misterhult 484:1                  | Gravfält                    |              | Misterhult, Småland |       | 57.429832, 16.536131 | 10084504840001 | Ladda upp en bild av detta fornminne      |
| Misterhult 486:1                  | Röse                        |              | Misterhult, Småland |       | 57.419429, 16.536514 | 10084504860001 | Ladda upp en bild av detta fornminne      |
| Misterhult 487:1                  | Röse                        |              | Misterhult, Småland |       | 57.418624, 16.543919 | 10084504870001 | Ladda upp en bild av detta fornminne      |
| Misterhult 490:1                  | Gravfält                    |              | Misterhult, Småland |       | 57.377411, 16.510492 | 10084504900001 | Ladda upp en bild av detta fornminne      |
| Misterhult 493:1                  | Röse                        |              | Misterhult, Småland |       | 57.373847, 16.502353 | 10084504930001 | Ladda upp en bild av detta fornminne      |
| Misterhult 496:1                  | Röse                        |              | Misterhult, Småland |       | 57.376953, 16.587522 | 10084504960001 | Ladda upp en bild av detta fornminne      |
| Misterhult 501:1                  | Röse                        |              | Misterhult, Småland |       | 57.434321, 16.593788 | 10084505010001 | Ladda upp en bild av detta fornminne      |
| Misterhult 504:1                  | Röse                        |              | Misterhult, Småland |       | 57.421055, 16.548792 | 10084505040001 | Ladda upp en bild av detta fornminne      |
| Misterhult 508:1                  | Röse                        |              | Misterhult, Småland |       | 57.467199, 16.548142 | 10084505080001 | Ladda upp en bild av detta fornminne      |
| Misterhult 512:1                  | Röse                        |              | Misterhult, Småland |       | 57.476128, 16.521743 | 10084505120001 | Ladda upp en bild av detta fornminne      |
| Misterhult 513:1                  | Röse                        |              | Misterhult, Småland |       | 57.473056, 16.536389 | 10084505130001 | Ladda upp en bild av detta fornminne      |
| Misterhult 514:4                  | Grav markerad av sten/block |              | Misterhult, Småland |       | 57.470279, 16.544674 | 10084505140004 | Ladda upp en bild av detta fornminne      |
| Misterhult 514:5                  | Grav markerad av sten/block |              | Misterhult, Småland |       | 57.470306, 16.544398 | 10084505140005 | Ladda upp en bild av detta fornminne      |
| Misterhult 515:1                  | Röse                        |              | Misterhult, Småland |       | 57.416750, 16.559022 | 10084505150001 | Ladda upp en bild av detta fornminne      |
| Misterhult 521:1                  | Röse                        |              | Misterhult, Småland |       | 57.426268, 16.559474 | 10084505210001 | Ladda upp en bild av detta fornminne      |
| Misterhult 523:1                  | Röse                        |              | Misterhult, Småland |       | 57.415060, 16.568376 | 10084505230001 | Ladda upp en bild av detta fornminne      |
| Misterhult 535:1                  | Röse                        |              | Misterhult, Småland |       | 57.468652, 16.481805 | 10084505350001 | Ladda upp en bild av detta fornminne      |
| Misterhult 543:1                  | Röse                        |              | Misterhult, Småland |       | 57.444117, 16.456305 | 10084505430001 | Ladda upp en bild av detta fornminne      |
| Misterhult 544:1                  | Röse                        |              | Misterhult, Småland |       | 57.443861, 16.457449 | 10084505440001 | Ladda upp en bild av detta fornminne      |
| Misterhult 551:1                  | Röse                        |              | Misterhult, Småland |       | 57.429798, 16.467132 | 10084505510001 | Ladda upp en bild av detta fornminne      |
| Misterhult 551:4                  | Röse                        |              | Misterhult, Småland |       | 57.429908, 16.466907 | 10084505510004 | Ladda upp en bild av detta fornminne      |
| Misterhult 555:1                  | Gravfält                    |              | Misterhult, Småland |       | 57.428227, 16.461418 | 10084505550001 | Ladda upp en bild av detta fornminne      |
| Misterhult 556:1                  | Gravfält                    |              | Misterhult, Småland |       | 57.440204, 16.455840 | 10084505560001 | Ladda upp en bild av detta fornminne      |
| Misterhult 557:1                  | Röse                        |              | Misterhult, Småland |       | 57.438895, 16.455006 | 10084505570001 | Ladda upp en bild av detta fornminne      |
| Misterhult 564:1                  | Röse                        |              | Misterhult, Småland |       | 57.475686, 16.523065 | 10084505640001 | Ladda upp en bild av detta fornminne      |
| Misterhult 565:1                  | Grav markerad av sten/block |              | Misterhult, Småland |       | 57.430324, 16.543994 | 10084505650001 | Ladda upp en till bild av detta fornminne |
| Misterhult 567:1                  | Röse                        |              | Misterhult, Småland |       | 57.424034, 16.556110 | 10084505670001 | Ladda upp en bild av detta fornminne      |
| Misterhult 567:2                  | Röse                        |              | Misterhult, Småland |       | 57.424154, 16.554966 | 10084505670002 | Ladda upp en bild av detta fornminne      |
| Misterhult 567:3                  | Röse                        |              | Misterhult, Småland |       | 57.424466, 16.555446 | 10084505670003 | Ladda upp en bild av detta fornminne      |
| Misterhult 568:1                  | Gravfält                    |              | Misterhult, Småland |       | 57.417160, 16.554664 | 10084505680001 | Ladda upp en bild av detta fornminne      |
| Misterhult 573:1                  | Röse                        |              | Misterhult, Småland |       | 57.518779, 16.606249 | 10084505730001 | Ladda upp en bild av detta fornminne      |
| Misterhult 576:1                  | Röse                        |              | Misterhult, Småland |       | 57.435600, 16.654742 | 10084505760001 | Ladda upp en bild av detta fornminne      |
| Misterhult 603:2                  | Grav markerad av sten/block |              | Misterhult, Småland |       | 57.492369, 16.693758 | 10084506030002 | Ladda upp en bild av detta fornminne      |
| Misterhult 603:3                  | Grav markerad av sten/block |              | Misterhult, Småland |       | 57.492300, 16.693881 | 10084506030003 | Ladda upp en bild av detta fornminne      |
| Misterhult 603:4                  | Grav markerad av sten/block |              | Misterhult, Småland |       | 57.492301, 16.693605 | 10084506030004 | Ladda upp en bild av detta fornminne      |
| Misterhult 672:1                  | Röse                        |              | Misterhult, Småland |       | 57.559483, 16.614459 | 10084506720001 | Ladda upp en bild av detta fornminne      |
| Misterhult 729:1                  | Hällristning                |              | Misterhult, Småland |       | 57.430821, 16.535583 | 10084507290001 | Ladda upp en bild av detta fornminne      |
| Misterhult 768:1                  | Begravningsplats            |              | Misterhult, Småland |       | 57.361767, 16.591633 | 10084507680001 | Ladda upp en bild av detta fornminne      |
| Misterhult 775:1                  | Begravningsplats            |              | Misterhult, Småland |       | 57.436079, 16.712767 | 10084507750001 | Ladda upp en bild av detta fornminne      |
| Misterhult 780:1                  | Grav markerad av sten/block |              | Misterhult, Småland |       | 57.531159, 16.543843 | 10084507800001 | Ladda upp en bild av detta fornminne      |
| Misterhult 803:1                  | Röse                        |              | Misterhult, Småland |       | 57.473747, 16.534720 | 10084508030001 | Ladda upp en bild av detta fornminne      |
| Misterhult 808:1                  | Röse                        |              | Misterhult, Småland |       | 57.472474, 16.545435 | 10084508080001 | Ladda upp en bild av detta fornminne      |
| Misterhult 834:1                  | Röse                        |              | Misterhult, Småland |       | 57.461301, 16.556466 | 10084508340001 | Ladda upp en bild av detta fornminne      |
| Misterhult 834:3                  | Röse                        |              | Misterhult, Småland |       | 57.460965, 16.556687 | 10084508340003 | Ladda upp en bild av detta fornminne      |
| Misterhult 851:1                  | Gravfält                    |              | Misterhult, Småland |       | 57.411020, 16.588540 | 10084508510001 | Ladda upp en bild av detta fornminne      |
| Misterhult 861:1                  | Gravfält                    |              | Misterhult, Småland |       | 57.415916, 16.569376 | 10084508610001 | Ladda upp en bild av detta fornminne      |
| Misterhult 866:1                  | Hällristning                |              | Misterhult, Småland |       | 57.427895, 16.555878 | 10084508660001 | Ladda upp en bild av detta fornminne      |
| Misterhult 869:1                  | Grav markerad av sten/block |              | Misterhult, Småland |       | 57.417392, 16.556985 | 10084508690001 | Ladda upp en bild av detta fornminne      |
| Misterhult 895:2                  | Röse                        |              | Misterhult, Småland |       | 57.501121, 16.515841 | 10084508950002 | Ladda upp en bild av detta fornminne      |
| Misterhult 897:1                  | Gravfält                    |              | Misterhult, Småland |       | 57.502206, 16.514598 | 10084508970001 | Ladda upp en bild av detta fornminne      |
| Misterhult 899:1                  | Röse                        |              | Misterhult, Småland |       | 57.502283, 16.518188 | 10084508990001 | Ladda upp en bild av detta fornminne      |
| Misterhult 919:1                  | Gravfält                    |              | Misterhult, Småland |       | 57.521226, 16.590536 | 10084509190001 | Ladda upp en bild av detta fornminne      |
| Misterhult 1000:1                 | Röse                        |              | Misterhult, Småland |       | 57.501320, 16.518786 | 10084510000001 | Ladda upp en bild av detta fornminne      |
| Misterhult 1043:1                 | Röse                        |              | Misterhult, Småland |       | 57.531558, 16.757112 | 10084510430001 | Ladda upp en bild av detta fornminne      |
| Misterhult 1071:1                 | Röse                        |              | Misterhult, Småland |       | 57.503603, 16.716683 | 10084510710001 | Ladda upp en bild av detta fornminne      |
| Ekö Kyrkogård (Misterhult 1084:1) | Begravningsplats            |              | Misterhult, Småland |       | 57.500766, 16.737240 | 10084510840001 | Ladda upp en bild av detta fornminne      |
| Misterhult 1152:1                 | Röse                        |              | Misterhult, Småland |       | 57.337122, 16.543304 | 10084511520001 | Ladda upp en bild av detta fornminne      |
| Misterhult 1241:1                 | Röse                        |              | Misterhult, Småland |       | 57.397379, 16.612901 | 10084512410001 | Ladda upp en bild av detta fornminne      |
| Misterhult 1248:1                 | Röse                        |              | Misterhult, Småland |       | 57.402991, 16.641186 | 10084512480001 | Ladda upp en bild av detta fornminne      |
| Misterhult 1250:1                 | Fornborg                    |              | Misterhult, Småland |       | 57.375976, 16.582071 | 10084512500001 | Ladda upp en bild av detta fornminne      |
| Misterhult 1460:1                 | Röse                        |              | Misterhult, Småland |       | 57.413245, 16.627679 | 10084514600001 | Ladda upp en bild av detta fornminne      |
| Misterhult 1491:1                 | Gravfält                    |              | Misterhult, Småland |       | 57.436780, 16.451304 | 10084514910001 | Ladda upp en bild av detta fornminne      |
| Misterhult 1543:1                 | Röse                        |              | Misterhult, Småland |       | 57.436491, 16.541726 | 10084515430001 | Ladda upp en bild av detta fornminne      |
| Misterhult 1571:1                 | Röse                        |              | Misterhult, Småland |       | 57.448675, 16.704340 | 10084515710001 | Ladda upp en bild av detta fornminne      |
| Misterhult 1688:1                 | Röse                        |              | Misterhult, Småland |       | 57.381560, 16.584076 | 10084516880001 | Ladda upp en bild av detta fornminne      |
| Misterhult 1690:1                 | Röse                        |              | Misterhult, Småland |       | 57.513884, 16.568317 | 10084516900001 | Ladda upp en bild av detta fornminne      |
| Misterhult 1699:1                 | Borg                        |              | Misterhult, Småland |       | 57.579925, 16.519493 | 10084516990001 | Ladda upp en bild av detta fornminne      |
| Misterhult 1741                   | Gravfält                    |              | Misterhult, Småland |       | 57.377686, 16.484383 | 12000000021982 | Ladda upp en bild av detta fornminne      |
| Misterhult 1743                   | Gravfält                    |              | Misterhult, Småland |       | 57.381894, 16.478953 | 12000000021986 | Ladda upp en bild av detta fornminne      |
| Misterhult 1877                   | Röse                        |              | Misterhult, Småland |       | 57.416011, 16.482166 | 12000000064842 | Ladda upp en bild av detta fornminne      |
| Misterhult 1935                   | Röse                        |              | Misterhult, Småland |       | 57.546382, 16.491175 | 12000000078138 | Ladda upp en bild av detta fornminne      |
| Misterhult 1958                   | Gravfält                    |              | Misterhult, Småland |       | 57.378240, 16.482037 | 12000000083962 | Ladda upp en bild av detta fornminne      |
| Misterhult 1959                   | Hällristning                |              | Misterhult, Småland |       | 57.560815, 16.504748 | 12000000119955 | Ladda upp en bild av detta fornminne      |
| Misterhult 1960                   | Hällristning                |              | Misterhult, Småland |       | 57.561118, 16.505107 | 12000000119957 | Ladda upp en bild av detta fornminne      |
| Misterhult 1961                   | Hällristning                |              | Misterhult, Småland |       | 57.551346, 16.497362 | 12000000119959 | Ladda upp en bild av detta fornminne      |
| Misterhult 1963                   | Hällristning                |              | Misterhult, Småland |       | 57.553654, 16.504281 | 12000000119964 | Ladda upp en bild av detta fornminne      |
| Misterhult 1964                   | Hällristning                |              | Misterhult, Småland |       | 57.567134, 16.545775 | 12000000119966 | Ladda upp en bild av detta fornminne      |
| Misterhult 1965                   | Hällristning                |              | Misterhult, Småland |       | 57.567365, 16.546042 | 12000000119968 | Ladda upp en bild av detta fornminne      |
| Misterhult 1966                   | Hällristning                |              | Misterhult, Småland |       | 57.560791, 16.508059 | 12000000119970 | Ladda upp en bild av detta fornminne      |
| Misterhult 1967                   | Hällristning                |              | Misterhult, Småland |       | 57.552230, 16.500085 | 12000000122754 | Ladda upp en bild av detta fornminne      |
| Misterhult 1968                   | Hällristning                |              | Misterhult, Småland |       | 57.558354, 16.489263 | 12000000122756 | Ladda upp en bild av detta fornminne      |
| Misterhult 1969                   | Hällristning                |              | Misterhult, Småland |       | 57.552228, 16.500161 | 12000000122758 | Ladda upp en bild av detta fornminne      |
| Misterhult 1970                   | Hällristning                |              | Misterhult, Småland |       | 57.558188, 16.490856 | 12000000122760 | Ladda upp en bild av detta fornminne      |
| Misterhult 1971                   | Hällristning                |              | Misterhult, Småland |       | 57.546126, 16.490500 | 12000000122762 | Ladda upp en bild av detta fornminne      |
| Misterhult 1972                   | Hällristning                |              | Misterhult, Småland |       | 57.557757, 16.491231 | 12000000122764 | Ladda upp en bild av detta fornminne      |
| Misterhult 1974                   | Hällristning                |              | Misterhult, Småland |       | 57.556718, 16.490551 | 12000000122768 | Ladda upp en bild av detta fornminne      |
| Misterhult 1975                   | Hällristning                |              | Misterhult, Småland |       | 57.555440, 16.494611 | 12000000122770 | Ladda upp en bild av detta fornminne      |
| Misterhult 1976                   | Hällristning                |              | Misterhult, Småland |       | 57.552595, 16.490568 | 12000000122772 | Ladda upp en bild av detta fornminne      |
| Misterhult 1977                   | Hällristning                |              | Misterhult, Småland |       | 57.557841, 16.489738 | 12000000122774 | Ladda upp en bild av detta fornminne      |
| Misterhult 1978                   | Hällristning                |              | Misterhult, Småland |       | 57.558129, 16.489925 | 12000000122776 | Ladda upp en bild av detta fornminne      |
| Misterhult 1979                   | Hällristning                |              | Misterhult, Småland |       | 57.552640, 16.490685 | 12000000122778 | Ladda upp en bild av detta fornminne      |
| Misterhult 1981                   | Hällristning                |              | Misterhult, Småland |       | 57.558326, 16.489626 | 12000000122783 | Ladda upp en bild av detta fornminne      |
| Misterhult 1982                   | Hällristning                |              | Misterhult, Småland |       | 57.557740, 16.488909 | 12000000122787 | Ladda upp en bild av detta fornminne      |
| Misterhult 1983                   | Hällristning                |              | Misterhult, Småland |       | 57.557331, 16.491898 | 12000000122789 | Ladda upp en bild av detta fornminne      |
| Misterhult 1984                   | Hällristning                |              | Misterhult, Småland |       | 57.554216, 16.492522 | 12000000122791 | Ladda upp en bild av detta fornminne      |
| Misterhult 1985                   | Hällristning                |              | Misterhult, Småland |       | 57.557269, 16.489982 | 12000000122793 | Ladda upp en bild av detta fornminne      |
| Misterhult 1986                   | Hällristning                |              | Misterhult, Småland |       | 57.552709, 16.490666 | 12000000122795 | Ladda upp en bild av detta fornminne      |
| Misterhult 1987                   | Hällristning                |              | Misterhult, Småland |       | 57.558077, 16.489944 | 12000000122797 | Ladda upp en bild av detta fornminne      |
| Misterhult 1988                   | Hällristning                |              | Misterhult, Småland |       | 57.553937, 16.491087 | 12000000122785 | Ladda upp en bild av detta fornminne      |
| Misterhult 1989                   | Hällristning                |              | Misterhult, Småland |       | 57.555404, 16.494359 | 12000000122766 | Ladda upp en bild av detta fornminne      |
| Misterhult 1991                   | Grav markerad av sten/block |              | Misterhult, Småland |       | 57.516168, 16.566847 | 12000000131535 | Ladda upp en bild av detta fornminne      |
| Misterhult 1993                   | Röse                        |              | Misterhult, Småland |       | 57.520466, 16.607536 | 12000000131549 | Ladda upp en bild av detta fornminne      |
| Misterhult 1998                   | Grav markerad av sten/block |              | Misterhult, Småland |       | 57.560924, 16.503844 | 12000000131560 | Ladda upp en bild av detta fornminne      |
| Misterhult 2001                   | Grav markerad av sten/block |              | Misterhult, Småland |       | 57.519773, 16.554805 | 12000000131564 | Ladda upp en bild av detta fornminne      |
| Misterhult 2008                   | Hällristning                |              | Misterhult, Småland |       | 57.520219, 16.557283 | 12000000132384 | Ladda upp en bild av detta fornminne      |
| Misterhult 2009                   | Hällristning                |              | Misterhult, Småland |       | 57.520201, 16.557300 | 12000000132387 | Ladda upp en bild av detta fornminne      |
| Misterhult 2010                   | Hällristning                |              | Misterhult, Småland |       | 57.519061, 16.555145 | 12000000132389 | Ladda upp en bild av detta fornminne      |
| Misterhult 2011                   | Hällristning                |              | Misterhult, Småland |       | 57.519686, 16.555527 | 12000000132391 | Ladda upp en bild av detta fornminne      |
| Misterhult 2012                   | Hällristning                |              | Misterhult, Småland |       | 57.519672, 16.555549 | 12000000132393 | Ladda upp en bild av detta fornminne      |
| Misterhult 2013                   | Hällristning                |              | Misterhult, Småland |       | 57.519565, 16.554636 | 12000000132395 | Ladda upp en bild av detta fornminne      |
| Misterhult 2014                   | Hällristning                |              | Misterhult, Småland |       | 57.519474, 16.554720 | 12000000132397 | Ladda upp en bild av detta fornminne      |
| Misterhult 2015                   | Hällristning                |              | Misterhult, Småland |       | 57.519061, 16.554712 | 12000000132399 | Ladda upp en bild av detta fornminne      |
| Misterhult 2016                   | Hällristning                |              | Misterhult, Småland |       | 57.419516, 16.537833 | 12000000132468 | Ladda upp en bild av detta fornminne      |
| Misterhult 2017                   | Hällristning                |              | Misterhult, Småland |       | 57.431482, 16.534766 | 12000000132470 | Ladda upp en bild av detta fornminne      |
| Misterhult 2018                   | Hällristning                |              | Misterhult, Småland |       | 57.420284, 16.537667 | 12000000132472 | Ladda upp en bild av detta fornminne      |
| Misterhult 2019                   | Hällristning                |              | Misterhult, Småland |       | 57.431362, 16.534397 | 12000000132474 | Ladda upp en bild av detta fornminne      |
| Misterhult 2020                   | Hällristning                |              | Misterhult, Småland |       | 57.420532, 16.537721 | 12000000132476 | Ladda upp en bild av detta fornminne      |
| Misterhult 2021                   | Hällristning                |              | Misterhult, Småland |       | 57.426456, 16.557925 | 12000000132478 | Ladda upp en bild av detta fornminne      |
| Misterhult 2022                   | Hällristning                |              | Misterhult, Småland |       | 57.419571, 16.537175 | 12000000132480 | Ladda upp en bild av detta fornminne      |
| Misterhult 2023                   | Hällristning                |              | Misterhult, Småland |       | 57.419139, 16.538103 | 12000000132482 | Ladda upp en bild av detta fornminne      |
| Misterhult 2024                   | Hällristning                |              | Misterhult, Småland |       | 57.430637, 16.535424 | 12000000132484 | Ladda upp en bild av detta fornminne      |
| Misterhult 2025                   | Hällristning                |              | Misterhult, Småland |       | 57.419593, 16.538815 | 12000000132486 | Ladda upp en bild av detta fornminne      |
| Misterhult 2026                   | Hällristning                |              | Misterhult, Småland |       | 57.430846, 16.534830 | 12000000132488 | Ladda upp en bild av detta fornminne      |
| Misterhult 2027                   | Hällristning                |              | Misterhult, Småland |       | 57.419941, 16.538478 | 12000000132490 | Ladda upp en bild av detta fornminne      |
| Misterhult 2028                   | Hällristning                |              | Misterhult, Småland |       | 57.430641, 16.534764 | 12000000132492 | Ladda upp en bild av detta fornminne      |
| Misterhult 2029                   | Hällristning                |              | Misterhult, Småland |       | 57.426287, 16.556051 | 12000000132494 | Ladda upp en bild av detta fornminne      |
| Misterhult 2030                   | Hällristning                |              | Misterhult, Småland |       | 57.426535, 16.556065 | 12000000132496 | Ladda upp en bild av detta fornminne      |
| Misterhult 2031                   | Hällristning                |              | Misterhult, Småland |       | 57.426704, 16.556810 | 12000000132498 | Ladda upp en bild av detta fornminne      |